# Genio (persona)
Genio es una característica de una visión original y excepcional en el desempeño de algún arte o esfuerzo que supera las expectativas, establece nuevos estándares para el futuro, establece mejores métodos de operación o permanece fuera de las capacidades de los competidores. El genio está asociado con la capacidad intelectual y la productividad creativa. El término genio también se puede usar para referirse a personas caracterizadas por ser geniales y/o a eruditos que sobresalen en muchas materias.
No existe una definición científica precisa de genio. Cuando se usa para referirse a la característica, el genio se asocia con el talento, pero varios autores como Cesare Lombroso y Arthur Schopenhauer distinguen sistemáticamente estos términos. Walter Isaacson, biógrafo de muchos genios conocidos, explica que aunque una gran inteligencia puede ser un requisito previo, el rasgo más común que realmente define a un genio puede ser la extraordinaria capacidad de aplicar la creatividad y el pensamiento imaginativo a casi cualquier situación.

## Etimología
En la Antigua Roma, el genio era el espíritu guía o deidad tutelar de una persona, familia (gens) o lugar (genius loci). El sustantivo (del verbo latín gigno, genui, genitus, "traer a la vida", "crear") está relacionado con ingenio como sinónimo de creatividad. En los tiempos de César Augusto se hizo común la acepción de "inspiración", "talento".
El artículo Génie de la L'Encyclopédie, atribuido a Denis Diderot en 1757, instaura la diferencia entre «el hombre genial» (del cual se busca estudiar la fisiología y la psicología) y «la producción» literaria o musical que provoca la necesidad de estudiarla.
Ver: Genio (del árabe, جن yinn o djinn), a veces transliterado como djinn o jinn, es un espíritu de la mitología árabe preislámica. También criatura fantástica de la mitología semítica y de la tradición árabe. También ver: Elohim (en hebreo: אֱלֹהִים [eloˈ(h)im]) es una palabra que generalmente se refiere a un dios, en particular (pero no siempre) al Dios de Israel  y que en ocasiones se utiliza como plural para "dioses".

## Desarrollo histórico

### Galton

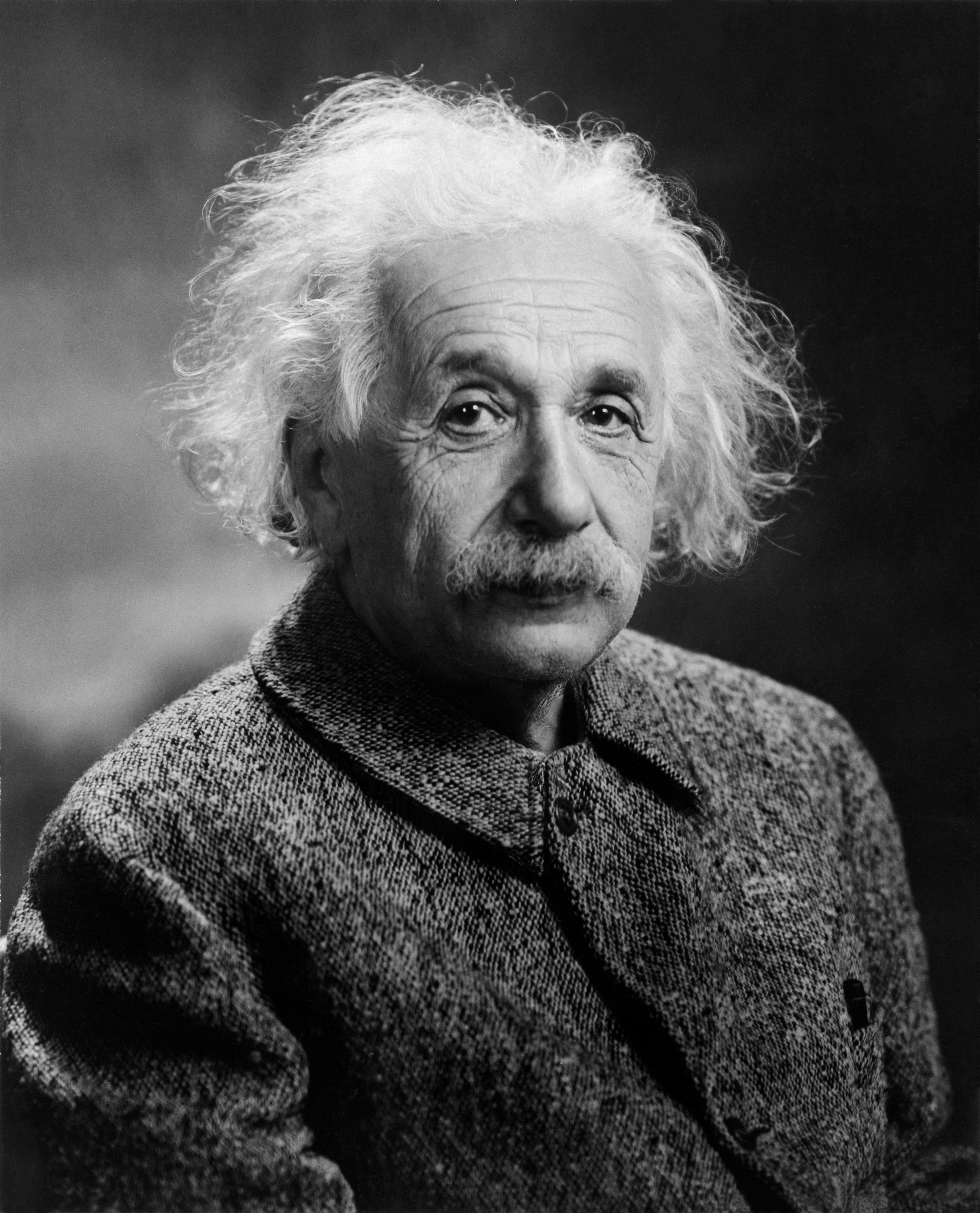
Albert Einstein, genio científico del.

Los trabajos de Francis Galton y James McKeen Cattell defienden un análisis del tiempo de reacción y la agudeza sensorial como medidas de "eficiencia neurofisiológica", y el análisis como medida de la inteligencia. Galton, él mismo un niño prodigio, publica Hereditary Genius (1869); es visto como el fundador de la psicometría, la eugenesia y la historiometría (el estudio analítico del progreso humano histórico). Se inspira en Adolphe Quetelet y en Charles Darwin.

### Psicología
La genialidad se expresa de diversas maneras (e. g., matemática, literaria, artística). Un genio puede revelarse durante la infancia, como un prodigio con dones particulares (e. g., comprensión), o más tarde en la vida, como fruto de una permanente evolución. Los genios son usualmente llamados así después de haber demostrado gran originalidad. Tienden a tener grandes intuiciones en sus dominios, y a utilizarlas con tremenda energía. Es conocida la referencia entre la creatividad de un genio y mutaciones genéricas relacionadas con la psicosis.
Una hipótesis llamada teoría de las inteligencias múltiples, implementada por el profesor Howard Gardner en 1983, estipula que existen al menos siete tipos de inteligencias, cada una con su tipo de genio, y define la inteligencia como distintos tipos de adaptabilidad al medio.
El libro de Malcolm Gladwell Fuera de serie popularizó una gran parte de la investigación en genialidad y habilidad. Gladwell menciona un trabajo de Karl Anders Ericsson, Ralf Krampe y Clemens Tesch-Römer sobre las habilidades y conocimientos de un perito o 'experto'. El estudio afirma que los estudiantes de violín más exitosos de una academia de Berlín habían realizado un promedio de 10.000 horas de práctica antes de cumplir los veinte años. Basándose en este artículo científico, Gladwell sugirió que toma aproximadamente 10.000 horas de práctica dominar un campo de la destreza: es lo que llama la "regla del 10.000".
Posteriormente, en su libro Número uno: Secretos para ser el mejor en lo que nos propongamos, Ericsson comentó que Gladwell había elegido el número de 10.000 arbitrariamente. El psicólogo sueco afirmó que a los veinte años los violinistas del estudio, aunque iban camino de ello, todavía no eran maestros. Además, 10.000 solo era un promedio, ya que la mitad del grupo que se acabó convirtiendo en maestros no habían acumulado las 10.000 horas a los veinte años. También puntualizó que Gladwell no distinguió el tipo de práctica llevado a cabo por los músicos. En su estudio, se refería a práctica deliberada, una práctica que sigue el entrenamiento diseñado por un experto y que utiliza la retroalimentación para mejorar.
En Fuera de serie se discuten también otros elementos azarosos que juegan un papel en la creación del genio, incluyendo el Efecto Mateo de Robert K. Merton (verbigracia, el rico se vuelve más rico).
Según Ericsson, los mentores juegan un papel importante en lograr la maestría. Sin embargo, solo se puede enseñar hasta cierto punto, puesto que muchas de las capacidades de un genio son implícitas,y es difícil explicar con palabras (explícitamente) cómo hacen lo que hacen.
Por otra parte, muchos genios sufren de trastornos mentales, por ejemplo Vincent van Gogh, Torquato Tasso, Jonathan Swift, John Forbes Nash, Ernest Hemingway.

### Política
El político y escritor Alphonse de Lamartine definió el genio humano bajo tres parámetros: 

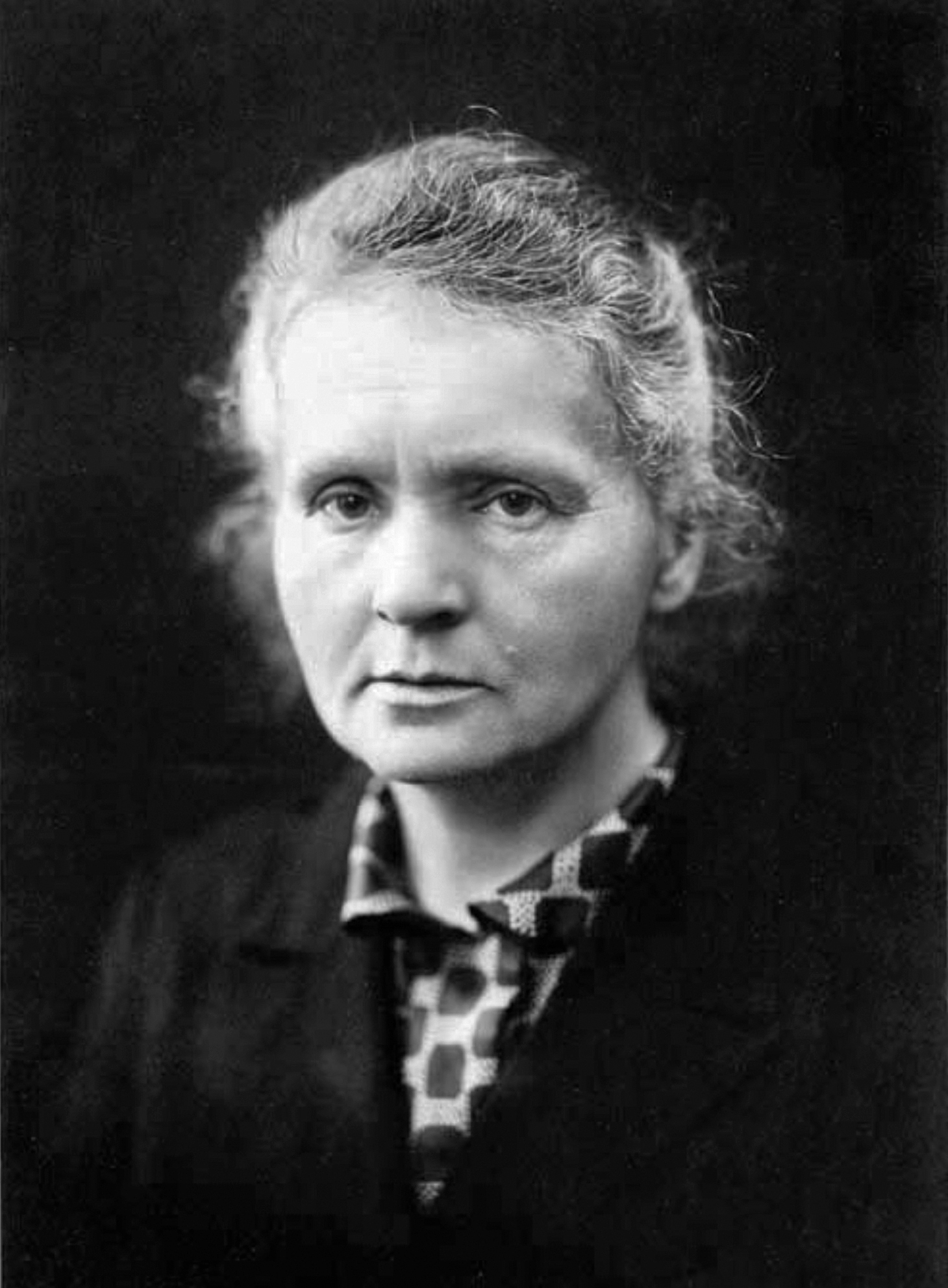
Marie Curie, física y química citada como genio.

1. Grandeza de ambición o propósito.
2. Pequeñez de medios.
3. Inmensidad de resultados.[17]

### Test de CI
El uso del sustantivo «genio» está íntimamente relacionado con el concepto general de inteligencia. Una manera comúnmente aceptada de intentar medir la inteligencia es con un prueba o test de CI. La etiqueta de «genio» para personas con alto CI (cociente intelectual) fue popularizada por Lewis Terman. Junto a su colega Leta Hollingworth, sugieren diferentes puntuaciones para medir el grado de genialidad en términos psicométricos. Terman lo considera con un CI de 140, mientras que Hollingworth lo coloca con un CI de 180.
Además de la crítica fundamental sobre que la inteligencia medida de este modo es una falacia, el test de CI también ha sido criticado por introducir un «sesgo cultural» en su interpretación, pese a las aseveraciones de que estas pruebas están diseñadas para eliminar todo sesgo.
Anders Ericsson argumenta que, en general (con la enorme excepción de la física teórica), después de que el CI de una persona rebasa 120, su éxito estará determinado mayormente por otras cualidades. En otras palabras, hay quizá, de modo general, una vuelta decreciente al poder mental puro. Ericsson propone habilidades sociales como ejemplo de otras cualidades que son entonces más relevantes para el éxito o la autorrealización. También advierte que el CI no mide lo que muchos llamarían «creatividad» — a veces medida al observar la inhibición latente de un individuo, en lugar del CI.

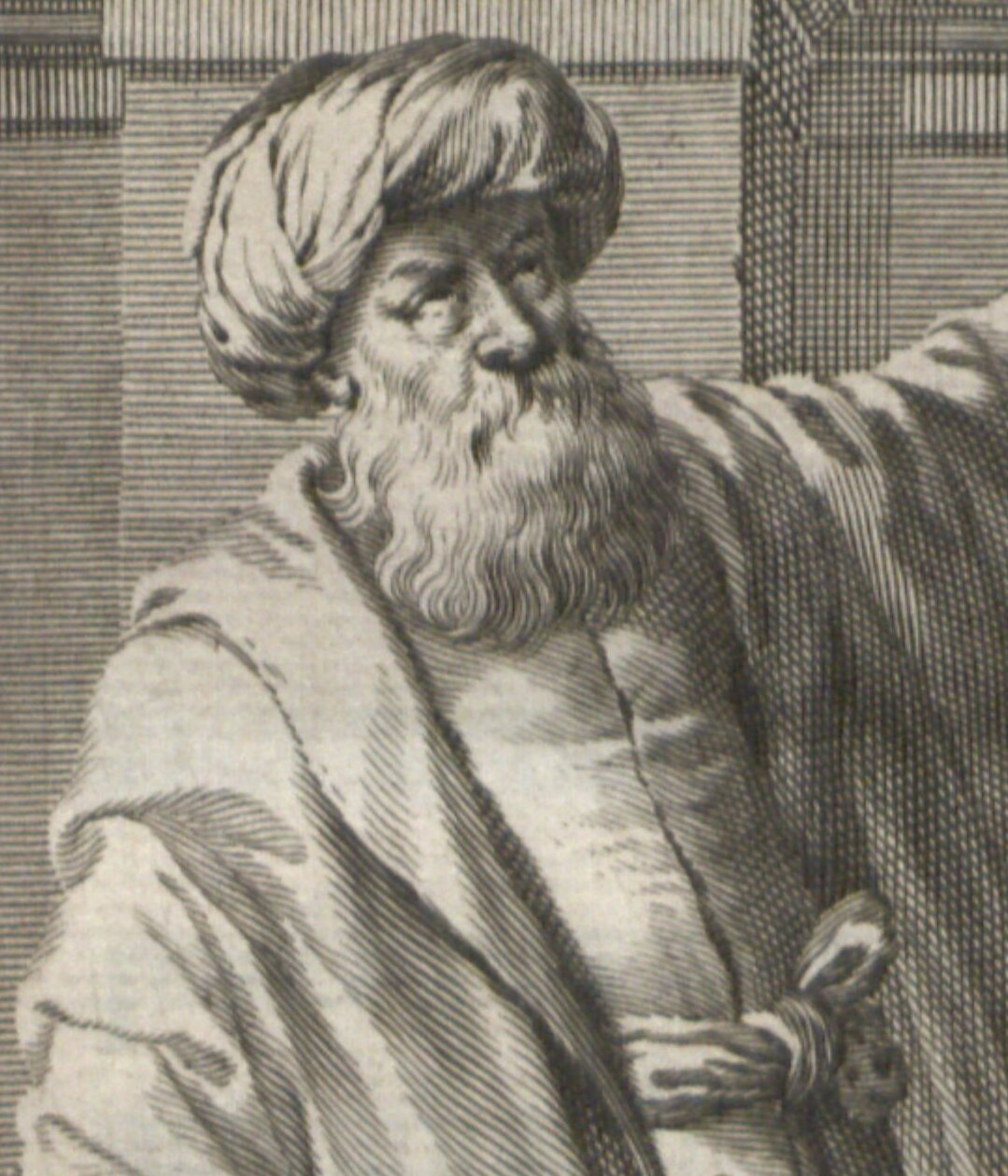
Alhacén, científico y polímata considerado un genio.

## Filosofía

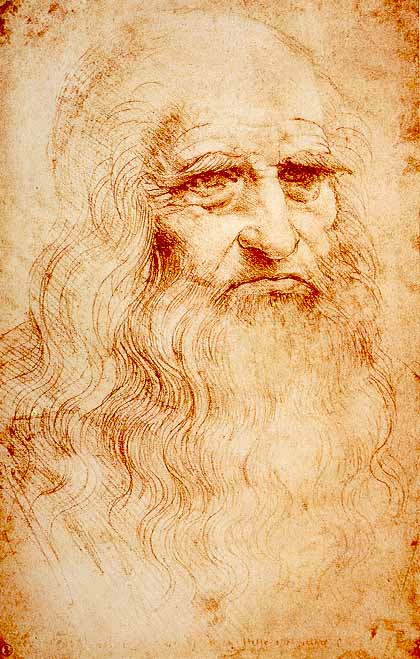
Leonardo da Vinci es ampliamente reconocido como genio y polímata.

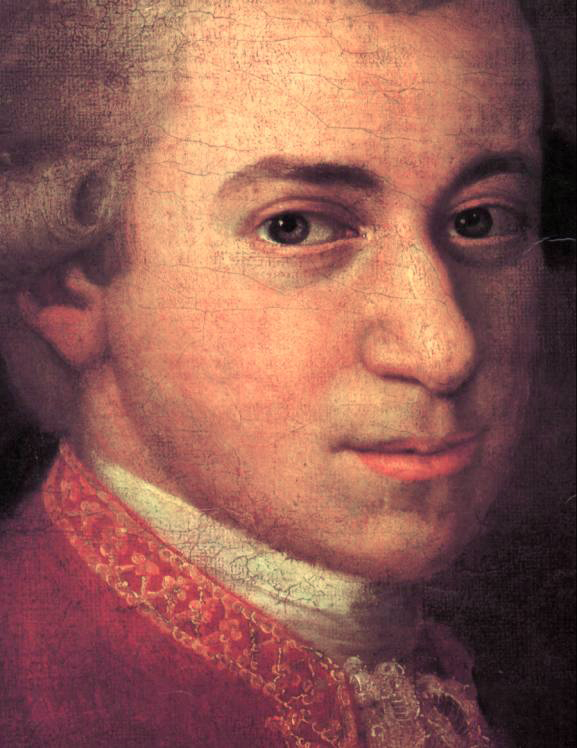
Wolfgang Amadeus Mozart, Niño prodigio y genio de la música

Muchos filósofos han propuesto definiciones para genio y lo que esto implica en el contexto de sus propias teorías filosóficas.
En la filosofía de David Hume, la manera en que la sociedad percibe al genio es similar al modo en que percibe al ignorante. Hume estipula que una persona con características de genio es mirado como una persona desconectada de la sociedad, como quien trabaja remotamente, a distancia, alejado del resto del mundo.[cita requerida]
En la filosofía de Immanuel Kant, "genialidad" es la habilidad de, independientemente, arribar y comprender conceptos que normalmente tienen que ser enseñados por otra persona. Para Kant, es originalmente el carácter de la genialidad. Esta genialidad es un talento o capacidad para producir ideas que pueden describirse como inimitables. La discusión de Kant acerca de las características de la genialidad está ampliamente contenida en Crítica del juicio y fue bien recibida por los románticos de principios del siglo XIX. Adicionalmente, gran parte de la teoría de Arthur Schopenhauer sobre genialidad, particularmente el talento y el "desinterés" (por ejemplo "juego libre") de la contemplación estética, se deriva directamente de los párrafos de la parte I de la Crítica del juicio de Kant.

"Genialidad es el talento de producir algo para lo cual ninguna regla determinada puede darse, ni una predisposición que consista en una habilidad para algo que pueda aprenderse siguiendo una u otra regla."
Immanuel Kant

En la filosofía de  Arthur Schopenhauer, un genio es alguien cuyo intelecto predomina sobre la "voluntad" mucho más que en una persona normal. En la estética de Schopenhauer, esta predominancia del intelecto sobre la voluntad permite al genio crear trabajos artísticos o académicos que son objeto de pura y desinteresada contemplación, el máximo criterio de experiencia estética para Schopenhauer. Su distanciamiento de lo mundano significa que el genio de Schopenhauer muestra rasgos de mala adaptación hacia las preocupaciones mundanas; en palabras de Schopenhauer, "caen al barro mientras contemplan las estrellas", una alusión al diálogo de Platón Teeteto, en que Sócrates narra cómo Tales (el primer filósofo) fue ridiculizado por caerse en un pozo en tales circunstancias.

El talento alcanza lo que nadie puede alcanzar; el Genio alcanza lo que nadie puede ver.
Arthur Schopenhauer

En la filosofía de Friedrich Nietzsche, genialidad es meramente el contexto que nos lleva a considerar a alguien como genio. En El crepúsculo de los ídolos, escribe que "Los grandes hombres, como las grandes épocas, son un material explosivo en quienes una tremenda energía se ha acumulado; el prerrequisito siempre ha sido, histórica y psicológicamente, que un prolongado ensamblaje, acumulando y preservando, los ha precedido, sin que haya habido explosión en mucho tiempo." De este modo, Nietzsche sigue la línea del idealismo alemán.
En la filosofía de Bertrand Russell, genialidad implica que un individuo posee cualidades y talentos únicos que hacen al genio especialmente valorado en la sociedad en que opera. Sin embargo, la filosofía de Russell sostiene además que es posible que la genialidad sea destruida en su juventud por un ambiente no propicio. Russell rechaza la noción, popular en su tiempo según creía, de que "el genio prevalecerá".

## Representación de los genios en literatura y cultura popular
En la literatura y el cine, los genios son representados tanto como protagonistas como antagonistas, y pueden ser el héroe o el villano de la historia. En la cultura pop, el genio suele ser representado de forma estereotipada como un genio chistoso o como un genio torturado.
Tanto en la literatura como en el cine, el personaje del genio torturado suele ser visto como un héroe imperfecto o trágico que lucha contra la carga de una inteligencia superior, la arrogancia, las excentricidades, la adicción, la torpeza, los problemas de salud mental, la falta de habilidades sociales, el aislamiento u otras inseguridades. Suelen experimentar crisis existenciales, luchando por superar los retos personales para emplear sus habilidades especiales para el bien o sucumbiendo a sus propios defectos y vicios trágicos. Este motivo común repetido a lo largo de la ficción está notablemente presente en los personajes del Dr. Bruce Banner en El increíble Hulk y el Dr. Henry Jekyll en El extraño caso del Dr. Jekyll y Mr. Hyde, entre otros. Aunque no tan extremos, otros ejemplos de caracterizaciones literarias y fílmicas del estereotipo del genio torturado, en diversos grados, incluyen a: Sherlock Holmes, Wolfgang Amadeus Mozart en Amadeus, el Dr. John Nash en Una mente maravillosa, Leonardo da Vinci en Los demonios de Da Vinci, el Dr. Gregory House en House, Will Hunting en Good Will Hunting y el Dr. Sheldon Cooper en The Big Bang Theory.
Una de las rivalidades entre genios más famosas de la ficción literaria es la de Sherlock Holmes y su némesis, el profesor Moriarty; este último personaje también se identifica como el arquetipo moderno de genio malvado.

## Lectura suplementaria
- Harold Bloom (noviembre de 2002). Genius: A Mosaic of One Hundred Exemplary Creative Minds. Warner Books. ISBN 0-446-52717-3.
- Clifford A. Pickover (1 de mayo de 1998). Strange Brains and Genius: The Secret Lives of Eccentric Scientists and Madmen. Plenum Publishing Corporation. ISBN 0-306-45784-9.
- James Gleick (29 de septiembre de 1992). Genius: The Life and Science of Richard Feynman. Pantheon. ISBN 0-679-40836-3.
- Stephen Jay Gould (1991). The Mismeasure of Man, revised and expanded. W. W. Norton. ISBN 0-393-03972-2.
- David Galenson (27 de diciembre de 2005). Old Masters and Young Geniuses: The Two Life Cycles of Artistic Creativity. Princeton University Press. ISBN 0-691-12109-5.
- Francis Galton. Hereditary Genius. ISBN 0312369891.
- Simonton, Dean Keith (1999). Origins of genius: Darwinian perspectives on creativity. Oxford: Oxford University Press. ISBN 0195128796.
- Simonton, Dean Keith (2004). Creativity in Science: Chance, Logic, Genius, and Zeitgeist. Cambridge: Cambridge University Press. ISBN 052154369X.
- Simonton, Dean Keith (2009). Genius 101. Nueva York: Springer. ISBN 978-0-8261-0627-8. Resumen divulgativo (28 July 2010).